# دهقان معمولی (پروانه)
دهقان معمولی (پروانه) (نام علمی: Cirrochroa tyche) نام یک گونه از سرده دهقان است.